# خليج الملائكة
خليج الملائكة أو غوافو ديغلي أنجلي (بالإيطالية: Golfo degli Angeli، بالإنكليزية:Gulf of the Angels) المعروف أيضا باسم خليج كالياري (بالإيطالية: Golfo di Cagliari، بالإنكليزية:Gulf of Cagliari) هو خليج كبير ومتسع في جنوب سردينيا في إيطاليا، يقع الخليج في مواجهة البحر التيراني. الخليج محاطًا بين بلدة كيب كاربونارا من الشرق وبلدة ايزولا دي كافولي وبلدة كابو سبارتيفينتو من الغرب. سواحل الخليج رملية بشكل جزئي، إلا أنها في بعض المناطق تكون سواحل صخرية، بينما يقع على الخليج عدد قليل من الموانئ. في منتصف الخليج تقع بلدة رعن إيليا، وهي جزء من أراضي كالياري عاصمة سردينيا، والذي يضم أيضا أهم ميناء في المنطقة.
تقه منطقة كومونا الأخرى على خليج الملائكة، وتشمل بلدات دوموس دي ماريا، وبلدة بولا، وفيلا سان بيترو، وكابتيرا، وكوارتو سانت إلينا، وسيناي وفيلازيموس. الشاطئ الأكثر شهرة في الخليج هو شاطيء بوتو، الواقع بالقرب من كالياري، في حين أن الأراضي الرطبة ذات الأهمية في الخليج هي ستاغني كابوتيرا، وكالياري ومولينتاغروس. الملاحظ في الخليج وجود موقع أثري روماني في منطقة نورا.